# قائمة حافلات النقل الحضري بالمغرب
توجد عدة شركات تشتغل في النقل الحضري بالحافلات داخل المدن المغربية وهي:
| المدن          | الشركات              |
| -------------- | -------------------- |
| الدار البيضاء  | ألزا                 |
| الرباط         | ألزا                 |
| مراكش          | ألزا                 |
| أكادير         | ألزا                 |
| طنجة           | ألزا                 |
| خريبكة         | ألزا                 |
| فاس            | سيتي باص فاس         |
| مكناس          | سيتي باص مكناس       |
| وجدة           | موبيليس              |
| تطوان          | فيتاليس              |
| الجديدة        | إكينوكس              |
| الفقيه بن صالح | بريما باص            |
| تارودانت       | حافلات الكرامة       |
| بني ملال       | حافلات الكرامة       |
| خنيفرة         | حافلات الكرامة       |
| آسفي           | فيكتاليا             |
| الناظور        | فيكتاليا             |
| العرائش        | فيكتاليا             |
| القنيطرة       | حافلات فوغال         |
| تازة           | حافلات فوغال         |
| جرسيف          | حافلات فوغال         |
| بركان          | حركية بركان          |
| سطات           | لوكس                 |
| تيزنيت         | لوكس                 |
| الرشيدية       | لوكس                 |
| بنسليمان       | لوكس                 |
| الحسيمة        | حافلات إمزورن        |
| القصر الكبير   | أما باص              |
| الصويرة        | ليما باص             |
| جرادة          | حافلات رقية          |
| طاطا           | حافلات طاطا الكبرى   |
| طانطان         | حافلات طانطان الكبرى |
| العيون         | حافلات العيون        |